# 매디슨 린츠

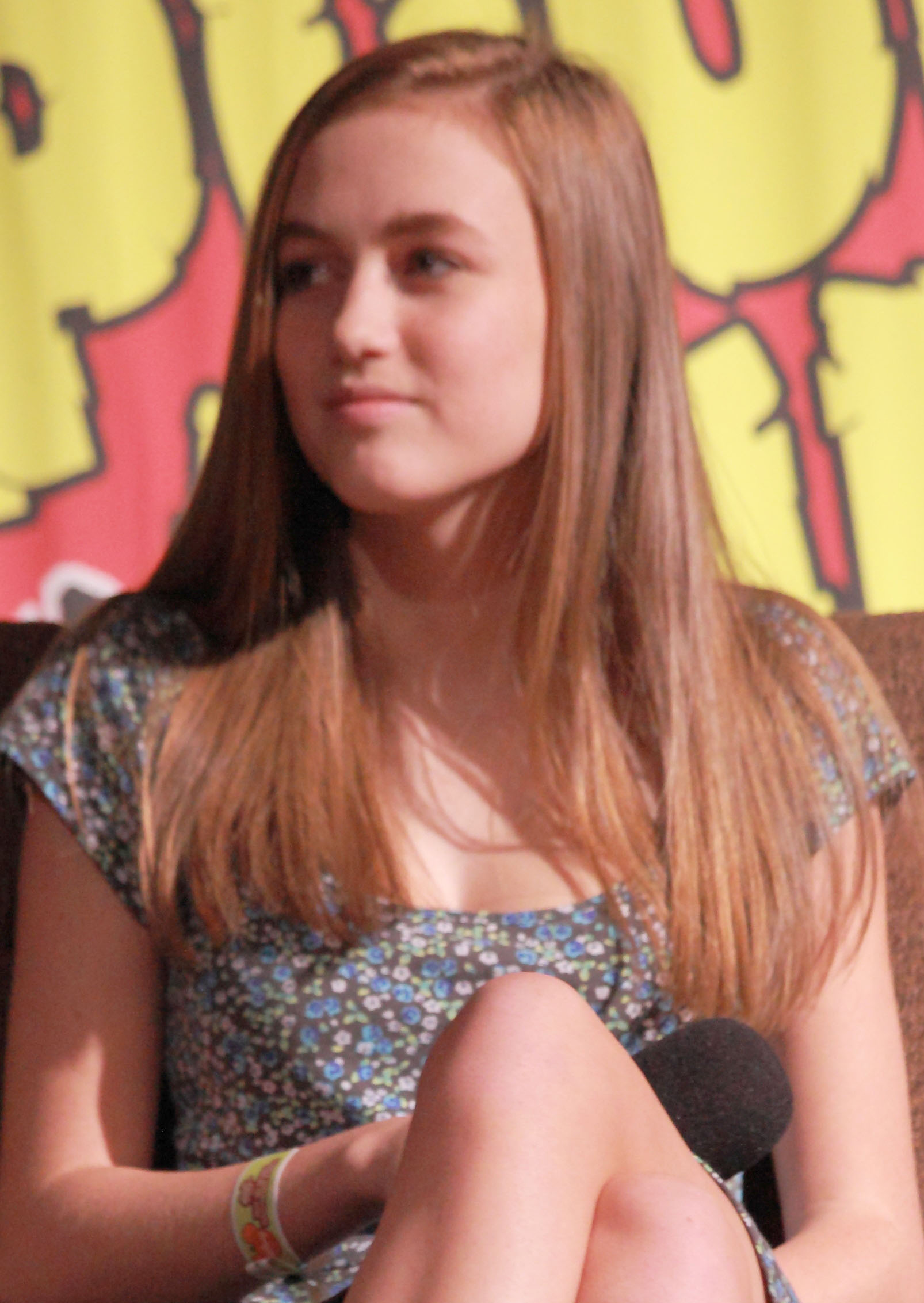

매디슨 린츠(Madison Lintz, 1999년 5월 11일 ~ )는 미국의 텔레비전 배우, 영화배우, 배우이다.
애틀랜타에서 태어났다.

## 방송
- 보슈 시즌6
- 보슈 시즌4
- 보슈 시즌3
- 보슈 시즌2
- 보슈 시즌1

## 영화
- 그들만의 부모 가이드 (2013년) - 애슐리 역
- 애프터 (2012년)
- 워킹 데드 3 (2012년) - 소피아 역
- 워킹 데드 2 (2011년) - 소피아 페르티에 역
- 워킹 데드 1 (2010년) - 소피아 펠렌티어 역